# Hieracium procerum
Hieracium procerum ist eine Pflanzenart aus der Gattung der Habichtskräuter (Hieracium) innerhalb der Familie der Korbblütler (Asteraceae). Sie ist von Südwest- bis Zentralasien verbreitet.

## Beschreibung

### Vegetative Merkmale
Hieracium procerum ist eine ausdauernde krautige Pflanze, die Wuchshöhen von 20 bis 60 Zentimetern erreicht. Sie bildet Rhizome aus.
Die aufrechten Stängel sind im oberen Teil verzweigt und stehen einzeln oder zu wenigen in Büscheln zusammen. Sie sind an der Basis dicht mit hellbraunen Borstenhaaren besetzt. Im oberen Stängelbereich treten die Borstenhaare spärlicher auf und werden durch sternförmige Haare ersetzt. Unter den Blütenkörbchen sind die Stängel dicht weiß oder gelblich flaumig behaart (Indument).
An der Stängelbasis befinden sich mehrere grundständige Laubblätter, welche noch vor der Blütezeit abfallen, während sich am Stängel mehrere ungestielte Laubblätter befinden. Die Blattspreite ist bei einer Länge von 3 bis 10 Zentimetern sowie einer Breite von 0,2 bis 1,2 Zentimetern annähernd elliptisch bis lanzettlich mit spitz zulaufender Spreitenspitze. Sowohl die Blattunterseite als auch die Blattoberseite ist dicht mit hellbraunen Borstenhaaren und kleinen sternförmigen Haaren besetzt.

### Generative Merkmale
Die Blütezeit sowie die Fruchtreife erstrecken sich zumindest in Xinjiang von Juli bis August. Der schirmrispige Gesamtblütenstand enthält zahlreiche körbchenförmige Teilblütenstände. Das bei einem Durchmesser von 0,9 bis 1,1 Zentimetern halbkugelförmige Involucrum enthält drei oder vier Reihen von an der Unterseite dicht behaarten Hüllblättern. Die äußeren Hüllblätter sind bei einer Länge von 3 bis 4 Millimetern lanzettlich, während die inneren Hüllblätter bei einer Länge von 7 bis 9 Millimetern elliptisch-lanzettlich sind. Die Blütenkörbchen enthalten mehrere gelbe Zungenblüten.
Die dunkelbraunen Achänen sind bei einer Länge von etwa 0,22 Zentimetern zylindrisch und weisen zehn Rippen auf. Der Pappus besteht aus mehreren dreckig weißen Borstenhaaren, welche etwa 0,7 Zentimeter lang sind.

### Chromosomenzahl
Die Chromosomenzahl beträgt 2n = 36.

## Vorkommen und Gefährdung
Das natürliche Verbreitungsgebiet von Hieracium procerum umfasst Teile Südwest- und Zentralasiens. Es erstreckt sich dabei von Vorderasien über Usbekistan und Kasachstan bis in das Uigurische Autonome Gebiet Xinjiang.
Hieracium procerum gedeiht in Xinjiang an trockenen Berghängen in Höhenlagen von 1200 bis 2500 Metern.

## Taxonomie
Die Erstbeschreibung als Hieracium procerum erfolgte 1848 durch Elias Magnus Fries in Symbolae ad Historiam Hieraciorum, Seite 43. Synonyme für Hieracium procerum Fr. sind Hieracium caucasicum Nägeli & Peter, Hieracium echioides subsp. procerum P.D.Sell, Hieracium macrochaetium Üksip, Hieracium persicum Boiss., Hieracium phrygicum Üksip, Hieracium proceriforme Zahn, Pilosella echioides subsp. procera P.D.Sell & C.West, Pilosella procera (Fr.) F.W. Schultz & Sch. Bip. sowie Pilosella proceriformis (Nägeli & Peter) Soják.